# Gustavinho em o Enigma da Esfinge
Gustavinho em o Enigma da Esfinge (estilizado como Gustavinho em... O Enigma da Esfinge) é um adventure brasileiro produzido pela 44 Bico Largo, idealizado por Ale McHaddo, com participação de Marisa Orth interpretando Cleópatra. O jogo conta a história de um menino que acabou chamando um senhor de múmia e foi mandado para o Antigo Egito. Para voltar para casa, Gustavinho enfrentará vários desafios e viagens pela Europa de Júlio César e na África dos faraós.
Em comemoração aos 20 anos do lançamento, o jogo foi relançado para dispositivos móveis com gráficos em HD e nova dublagem.

## O jogo
O jogo era iniciado automaticamente ao inserir o CD no drive, não necessitando de instalação, pois rodava sobre QuickTime 2.11. O software era inclusive disponibilizado na raiz do disco. A interação se dava pelo mouse. O cursor assumia o formado de uma bola de futebol nos itens interativos. Ao clicar, aparecia uma folha de caderno com um boneco que disponibilizava as opções no qual Gustavinho poderia interagir com o item ou personagem. Ao clicar no olho, Gustavinho iria olhá-lo, na mão, pegá-lo, na boca, conversar e no livro obter informações. Quando um objeto era inanimado e selecionava-se a opção de falar, normalmente ele diria frases de efeito como "eu ainda não estou louco" ou "eu só converso com gente." Quando assumia a forma de uma flecha vermelha a opção era se deslocar pelo ambiente.
Para salvar era necessário concluir uma fase. Quando outra iniciava aparecia na tela um vaso que, ao ser clicado, abria uma janela que possibilitava o jogador salvar o estado atual. Para abrir um jogo salvo era só teclar a tecla C e selecionar o jogo desejado.
Outras funções do jogo eram acessadas pelas teclas TAB (verificar os objetos do inventário) e ESC (sair para o menu do jogo), fato que era inconveniente, já que a tecla TAB está diretamente abaixo da tecla ESC e era comum muitas vezes se confundir e perder o progresso ao sair para o menu.

### Requerimentos de sistema do jogo original
| Especificações      | PC                         | Mac                        |
| ------------------- | -------------------------- | -------------------------- |
| Sistema Operacional | Windows 3.x ou Windows 9x  | Mac OS 7.x                 |
| Processador         | Pentium 486                | 68040                      |
| Vídeo               | Monitor 256 cores          | Monitor 256 cores          |
| Memória RAM         | 16 MB                      | 16 MB                      |
| Drive óptico        | CD-ROM 4x ou superior      | CD-ROM 4x ou superior      |
| Espaço no HD        | 2 MB                       | 2 MB                       |
| Mouse               |                            |                            |
| Som                 | Soundblaster ou compatível | Soundblaster ou compatível |

### Menu de jogo
O menu do jogo tinha as seguinte opções:
- Introdução: Iniciava o jogo com uma introdução animada no qual mostrava o motivo de Gustavinho ter sido enviado para o Antigo Egito.
- Demo: Mostrava uma demonstração de Caxy Gambá Encontra o Monstruário, outro jogo da 44 Bico Largo que tinha a participação do personagem Zé do Caixão.
- Atividades: Disponibilizava os mini games quadrinhos, mensagem, hipopótamo, senha, memória, pintura, bolinha de gude, quebra-cabeças e jogo da velha, que também eram acessados durante o jogo.
- Jogo: Iniciava o jogo diretamente.
- Sair: Saia para a área de trabalho.

## Enredo
O jogo inicia-se com um jogo de futebol no qual Gustavinho acaba chutando uma bola em um idoso sentado em um banco de praça. Porém, ao exigir a bola de volta, ele acaba sendo rude com o velho, que o acaba enviando ao Antigo Egito. Na "viagem", Gustavinho para dentro da Pirâmide de Gizé. Após encontrar a saída, é testado por um típico mercador ás margens do Rio Nilo, que lhe ajuda, após muito enrolar, a entrar clandestinamente em um barco, o qual lhe leva a Esfinge de Gizé. Na esfinge, passa por mais desafios. Primeiro, decifra um enigma e consegue entrar no coração do monumento. Lá está uma estátua de Anúbis, o deus egípcio da morte. Quando sai da esfinge, se encontra com o velho profeta Nasrudin, essencial no desenrolar da história, pois ele lhe dá dicas do que deve fazer para retornar ao seu tempo. É quando ele viajará até Cleópatra, que lhe dá um dos olhos de Anúbis e o ajuda a ir até o imperador de Roma, Júlio César. Em Roma, descobre que Júlio César está tentando encontrar os olhos para usá-lo em uma máquina do tempo que lhe daria total poder sobre o mundo, conquistando o Egito e demais reinos vitais para seu plano. Gustavinho consegue roubar o outro olho e voltar ao Egito a tempo de avisar Cleópatra dos planos de seu amado, que, após naufragar os navios vindos de Roma, lhe cede o seu cajado para fazer a máquina do tempo funcionar e promete lacrar a Esfinge, fazendo com que ninguém nunca mais consiga entrar em seu interior. Após isso, Gustavinho consegue voltar aos tempos atuais.

## Easter eggs
Durante o desenrolar do jogo é possível encontrar alguns "ovos de páscoa", pequenas surpresas bem humoradas. É comum, por exemplo, ao clicar sobre pinturas nas paredes ou objetos espalhados pelo cenário, que eles façam alguns movimentos.

## Versão para iOS e Android
Ale McHaddo anunciou um remake do jogo para iOS, que foi lançado em 2013. A versão possui gráficos em 3D e cenários remodelados usando a engine Unity, além de algumas outras diferenças em relação ao roteiro original. Outro fato é que passou a ser distribuído com o selo 44 Toons Interactive, já que há a ideia de distribuição para todo o mundo.
A mesma versão foi portada para Android e lançada em janeiro de 2017.

### Diferenças entre a versão original e oremake
Além das diferenças gráficas, no roteiro e na dublagem, o jogo também ganhou uma tradução completa para o inglês, incluindo dubladores americanos, recebendo o título "Gus in the Esphynx Enigma".
O remake perdeu boa parte dos minigames e cutscenes e teve dificuldade reduzida em alguns deles. Além disso, ganhou um botão de ajuda que indica o próximo passo ao jogador. A base da história foi mantida com adaptações e piadas atualizadas.

## Créditos

### Desenvolvimento do jogo original
- Roteiro: Ale McHaddo
- Produção: Fernanda Ciancia
- Programação: Wladimir Boton
- Música: Ricardo Henrique
- Design: Ale McHaddo
- Animação: Ale McHaddo e Nelsinho Lima
- Cenários: Douglas Alves e Ferreira Marcelo Conquista
- Arte final: Ale McHaddo e Fernanda Ciancia

### Elenco do jogo original
- Renata Chedid como Gustavinho
- Marisa Orth como Cleópatra
- Ale McHaddo como Júlio César, Prisioneiro e Narrador da Arena
- Fernando Gutierrez como Nasrudin e Mercador
- Fernanda Ciancia como Menina Romana e Professora
- Caco Lado Siqueira como Pulga Polegar
- Simão Cassiano como Guarda 1
- Toni Ferrara como Guarda 2 e Pirixycra
- Ricardo Henrique como Otavianus e Xicripyres
- Yuri Trotsky como Leopoldus